# Miód pitny trójniak Czcibor
Miód pitny trójniak Czcibor – regionalny alkoholowy produkt pszczelarski (miód pitny), charakterystyczny dla powiatu gryfińskiego. 16 listopada 2018 wpisany na polską listę produktów tradycyjnych (zgłaszającym był Jan Olszański).

## Historia
Z okazji tysiącletniej rocznicy bitwy pod Cedynią (1972) nieistniejące obecnie Nadodrzańskie Zakłady Przetwórstwa Owocowo-Warzywnego w Dębnie wprowadziły na rynek nową markę miodu pitnego (trójniaka) pod nazwą „Czcibor”. Oprócz tego do handlu weszło też kilka innych marek, m.in. trójniak Cedyński. Nastaw przygotowywano z odpowiednim wyprzedzeniem, począwszy od 1970.
Produkt wytwarzano najczęściej na bazie miodu wielokwiatowego (czasem wrzosowego) i moszczu agrestowego własnego wyrobu. Miód pochodził z pobliskich Spółdzielni Ogrodniczo-Pszczelarskich w Myśliborzu i Chojnie. „Czcibor”, jako miód sycony musiał leżakować przez okres minimum dwóch lat. Opakowania projektowano we własnym zakresie.
Receptura została odtworzona przed 2015 przez pszczelarza Jana Olszańskiego z Klępicza, ponieważ produkcji miodu w Dębnie zaprzestano po kilkudziesięciu latach jego wytwarzania.

## Charakterystyka
Miód jest klarowną, przejrzystą, bursztynową cieczą konfekcjonowaną najczęściej w butelkach o pojemnościach 0,75, 2,25 i 3 litrów. Jej smak jest owocowy o cytrusowo-śliwkowym wykończeniu. Ma aromat soczystych owoców, śliwek, moreli i pomarańczy z delikatnymi miodowymi nutami. Słodycz miodu zrównoważona jest przez świeżą cytrusową kwasowość i delikatny posmak wędzonej śliwki.

## Nagrody
Produkt zdobył złoty medal w kategorii „wina i miody” podczas VII Konkursu Polskich Win i Cydrów o Medal Targów Enoexpo w Krakowie w 2015. W 2016 otrzymał wyróżnienie w konkursie „Nasze Kulinarne Dziedzictwo – Smaki Regionów”.